# Партия на центъра (Норвегия)
Вижте пояснителната страница за други значения на Партия на центъра.
Партията на центъра (на норвежки: Senterpartiet; на нюношк: Senterpartiet) е центристка земеделска политическа партия в Норвегия.
Основана през 1920 г., партията многократно участва в правителствени коалиции, а през 1931 – 1933 и 1965 – 1971 г. нейни представители оглавяват кабинета.
През 2005 г. за пръв път в своята история Партията на центъра влиза в правителствена коалиция с Работническата партия.